# Hydromorphus concolor
Hydromorphus concolor — вид змій родини полозових (Colubridae). Мешкає в Центральній Америці

## Поширення і екологія
Hydromorphus concolor мешкають на атлантичних низовинах і передгір'ях від крайнього сходу Гватемали до західної Панами та на тихоокеанському узбережжі від центральної Коста-Рики до центральної Панами. Вони живуть у вологих тропічних лісах, на берегах струмків, на висоті до 1500 м над рівнем моря. Ведуть напівводний спосіб життя.